# Две жизни (фильм, 1956)
«Две жизни» (телевариант — «Сёстры») — советский фильм 1956 года режиссёра Константина Воинова по рассказу Павла Нилина «Жучка».

## Сюжет
О двух сёстрах. Даша жила в деревне, работала в колхозе, вышла замуж, растила детей. Настя же теперь по-городскому зовётся Нонной Павловной, удобно пристроилась в столице, прибыльно работает в торговле, занимается спекуляцией, живя «в своё удовольствие», меняя полковников на интендантов, а интендантов — на несостоявшихся актёров.
И вот Настя приехала этакой «столичной штучкой» с богатыми подарками и дефицитом на продажу, погостить к своей сестре в деревню, где сложной, полной забот жизнью живут и жили её сестра со своим мужем - бывшим Настиным возлюбленным Филимоном - и все её односельчане… За всей суетливостью, игрой Нонны Павловны в жизненный успех проглядывает безысходная опустошённость и ощущение своей никчёмности, что без труда разгадывают и окружающие, и понимает она сама.

## В ролях
- Лидия Смирнова — Настя Самокурова, Нонна Павловна — «Жучка»
- Мария Пастухова — Даша, сестра Насти
- Евгений Буренков — Филимон Кузьмич, муж Даши
- Пётр Савин — Фёдор, кузнец, гармонист
- Светлана Харитонова — Нюра
- Любовь Соколова — Груня
- Анатолий Кубацкий — дед, житель деревни

В титрах не указаны:
- Вадим Захарченко — военный, попутчик в поезде
- Александр Лебедев — колхозник, гармонист, участник самодеятельности
- Алевтина Румянцева — жительница деревни
- Мария Виноградова — эпизод
- Константин Воинов — гость

## Критика
Актриса Лидия Смирнова всегда называла роль Нонны Павловны в этом фильме своей любимой ролью, и современной критикой и киноведами выделяется эта роль актрисы, отмечалось, что «режиссёр, можно сказать, открыл в Лидии Николаевне её вторую натуру, её актёрский „конёк“ и стал его развивать в других своих постановках».

Что же произошло с актрисой в этой роли? Многое. Короче всего это можно определить словом «зрелость». А зрелость в искусстве, вероятно, тот момент, когда искусство для человека становится бесконечно дороже, богаче, интереснее разнообразнее самого себя — стремления показаться на экране, быть любимой зрителем, быть на первом плане.— Советский экран, 1973